# Héctor Lorenzo Ríos
Héctor Lorenzo Ríos (Tacuarembó, 1922 - 29 de octubre de 1987) fue un abogado y político uruguayo perteneciente al Partido Nacional.

## Biografía
Hijo de Cándido Ríos; tuvo dos hermanos, Cándido Gregorio y Lucas (arquitecto).
Fue Director del Colegio de Abogados de Uruguay, concejal por el departamento de Montevideo, Director de Divisiones del Senado de la República, Subsecretario de Hacienda durante el ministerio de Daniel Hugo Martins, gobernador Alterno ante el BIRF, Presidente de la Delegación Uruguaya a la Conferencia de Tokio, Presidente de la Delegación Uruguaya ante el FMI en la ciudad de Washington, Presidente de la Delegación Uruguaya ante el CIES, en Lima, Perú, en diciembre de 1964, Presidente del Concejo Nacional de Acuerdo Social, Asesor Letrado del Banco de Previsión Social y, finalmente, diputado por el departamento de Montevideo en la lista de Por la Patria. En medios parlamentarios es particularmente recordado por su actuación en temas de seguridad social.
Casado con Silvia Castellanos.